# Citadelle de Târgu Mureș
La citadelle de Târgu Mureș, Marosvásárhely en hongrois, est une ancienne citadelle de Transylvanie, en Roumanie. Elle est située au cœur de la ville.
Elle est l'une des plus grandes forteresses de Transylvanie et du Pays sicule, avec une superficie d'environ 4,5 acres (1,8 ha). Elle compte sept bastions : le bastion de la porte (Kapubástya), le bastion des tailleurs (Szabók-bástyája), le bastion des bouchers (Mészárosok-bástyája), le bastion des tonneliers (Kádárok-bástyája), celui des fourreurs (Szűcsök-bástyája), incorporé à celui des serruriers (Lakatosok-bástyájá), celui des tanneurs (Vargák-bástyája) et enfin le petit bastion (Kisbástya).
Dans la partie sud-ouest de la cour se trouve la plus ancienne église de la ville, l'église fortifiée, qui date du XIVe siècle.

## Histoire
Le voïvode de Transylvanie István IV Báthory assoit son pouvoir en pays sicule en faisant construite en 1492 une forteresse autour de l'église et du monastère.
Le fort est détruit en 1601 par les troupes du général Basta. En 1602 Tamás Borsos (en), avec le soutien de la forteresse de Brassó, convainc la ville de reconstruire une forteresse qui sera achevée en 1658.

### Galerie

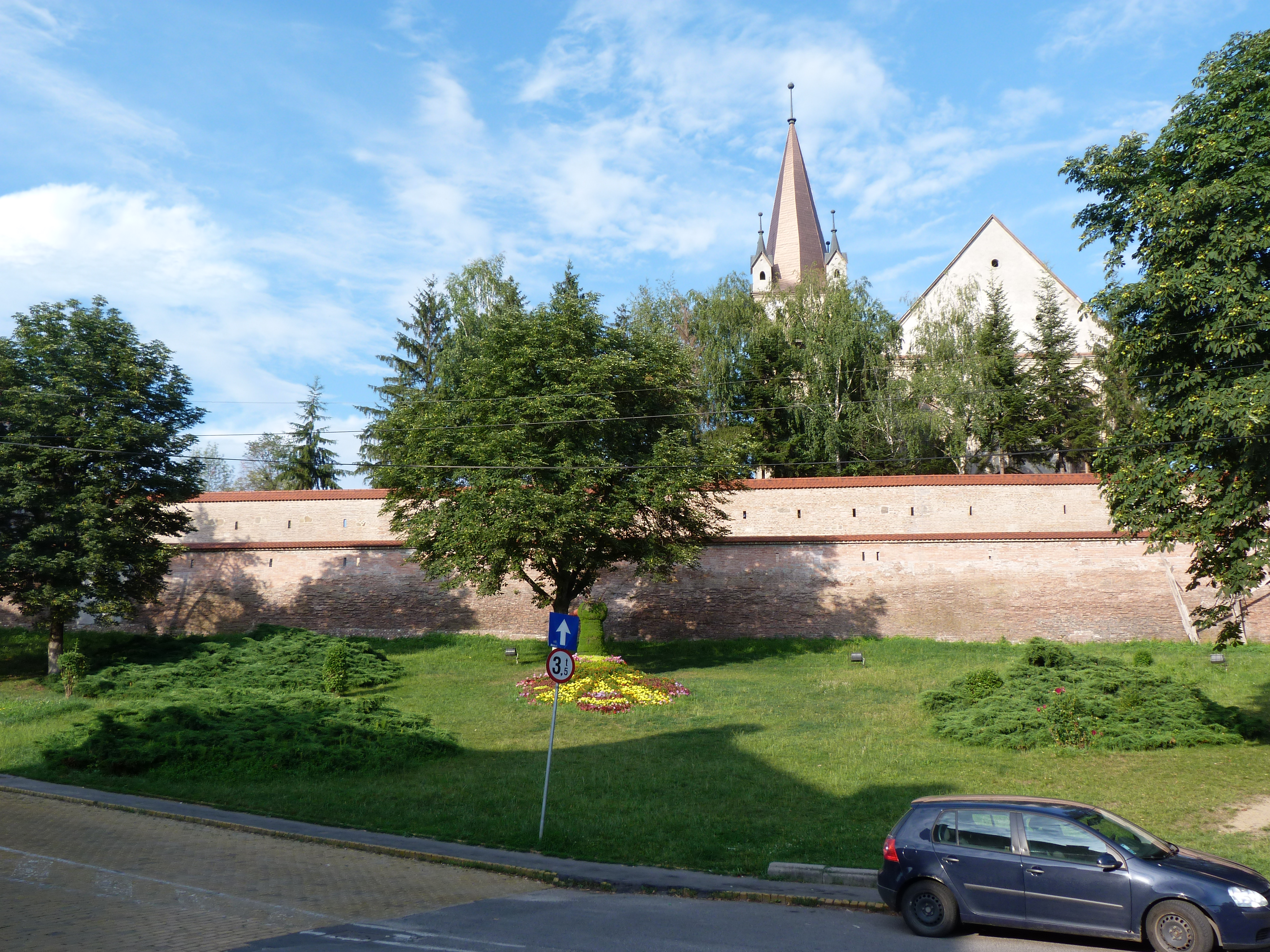
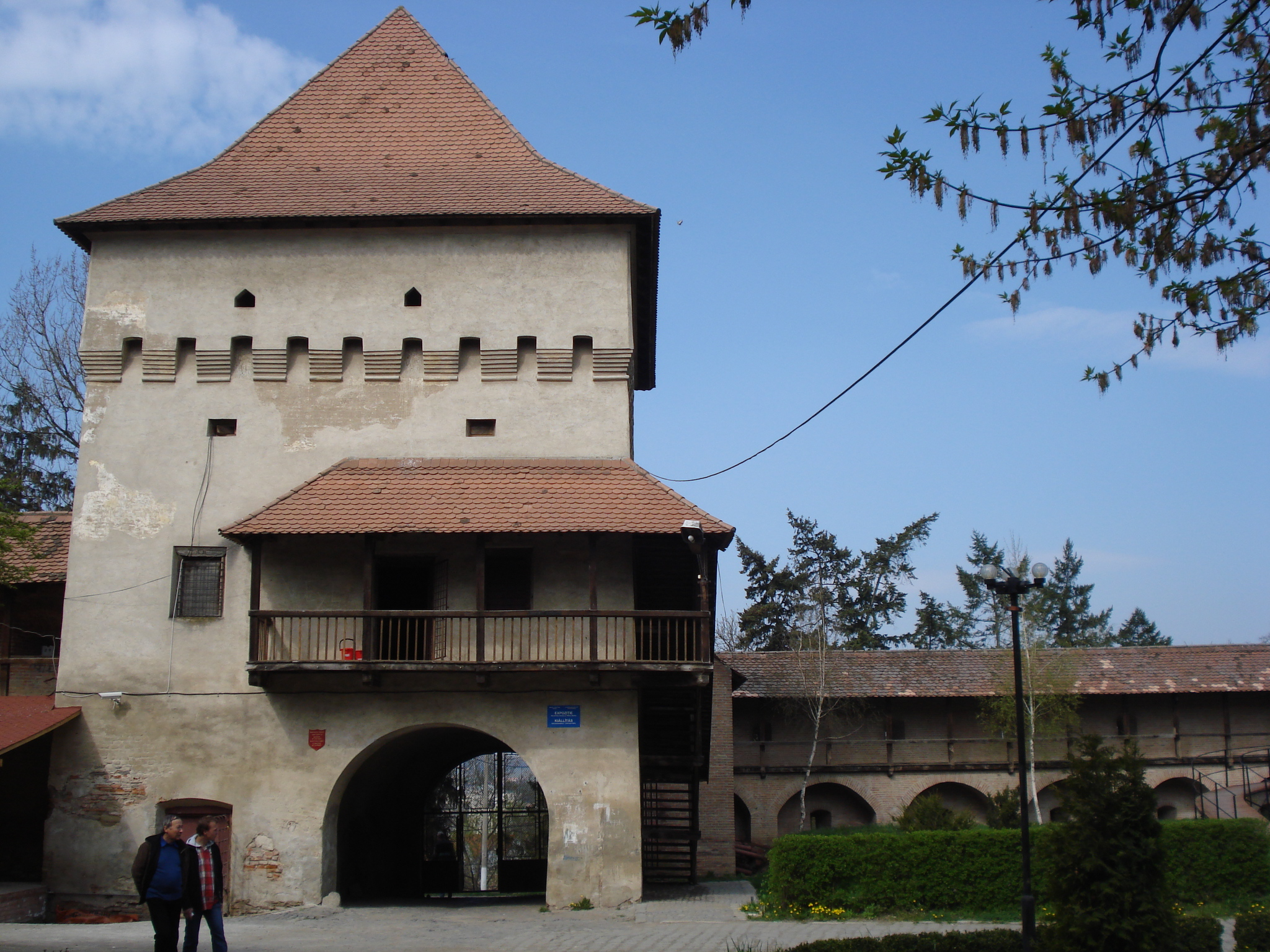
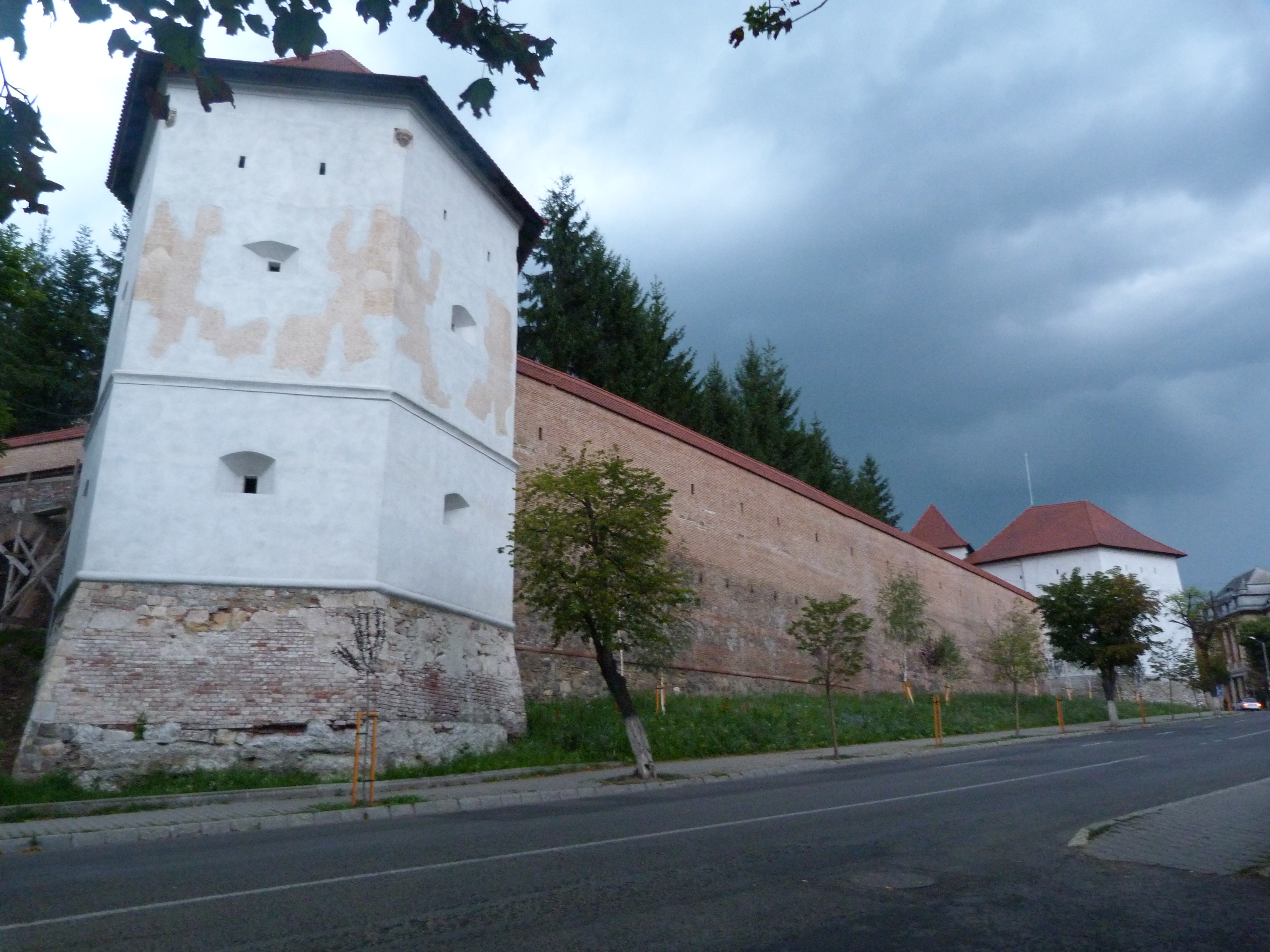
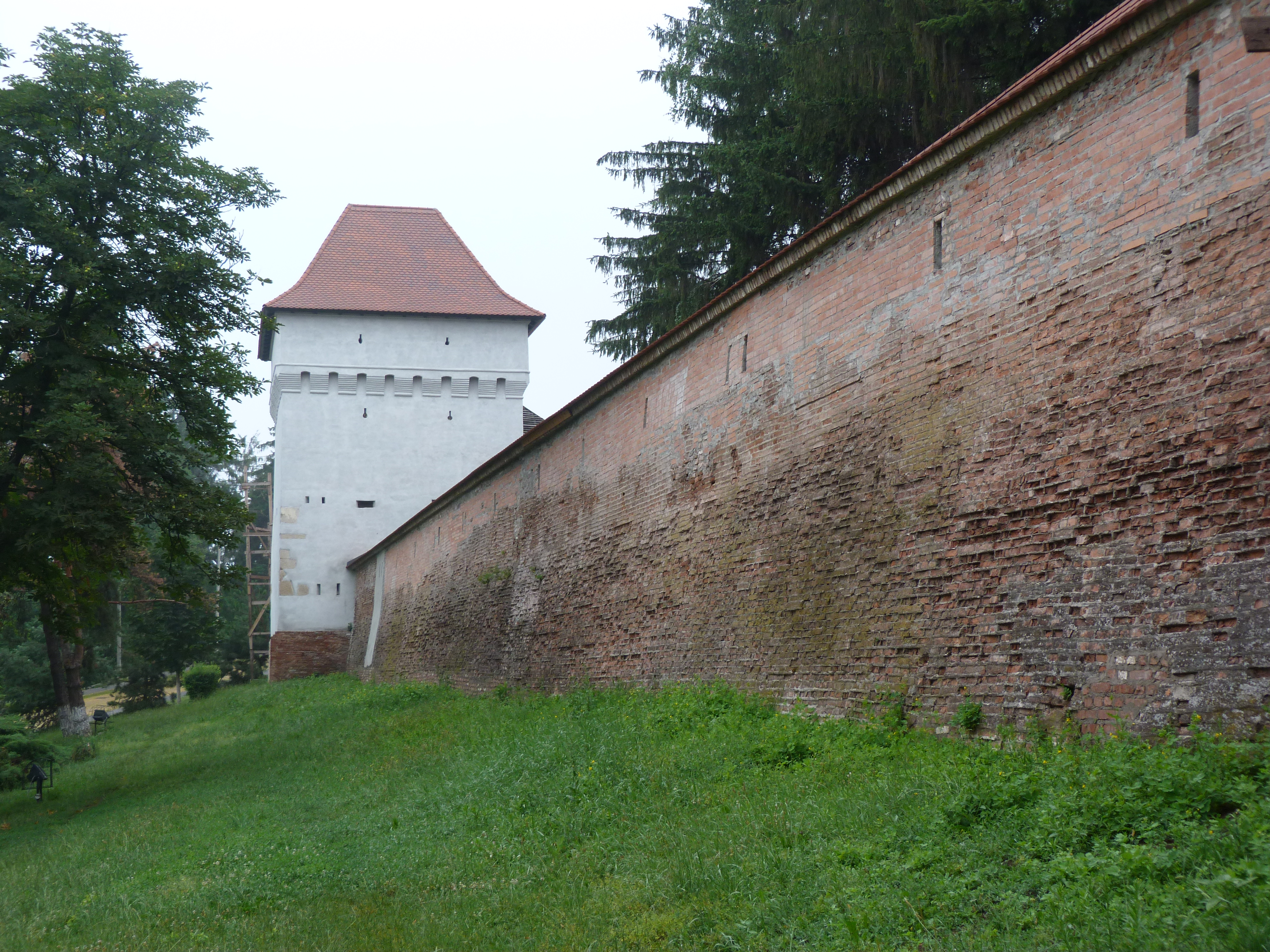
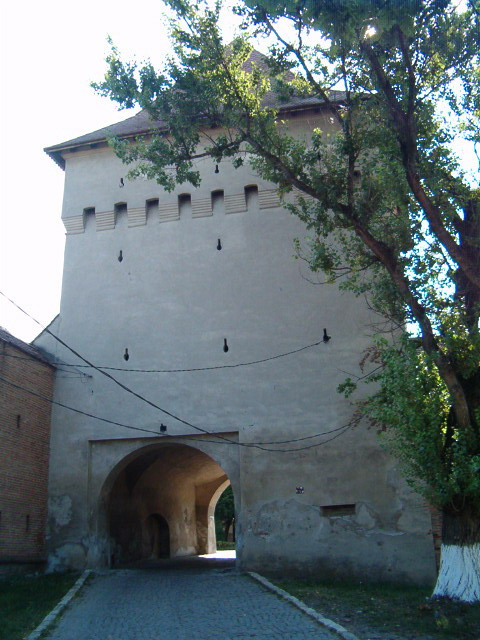
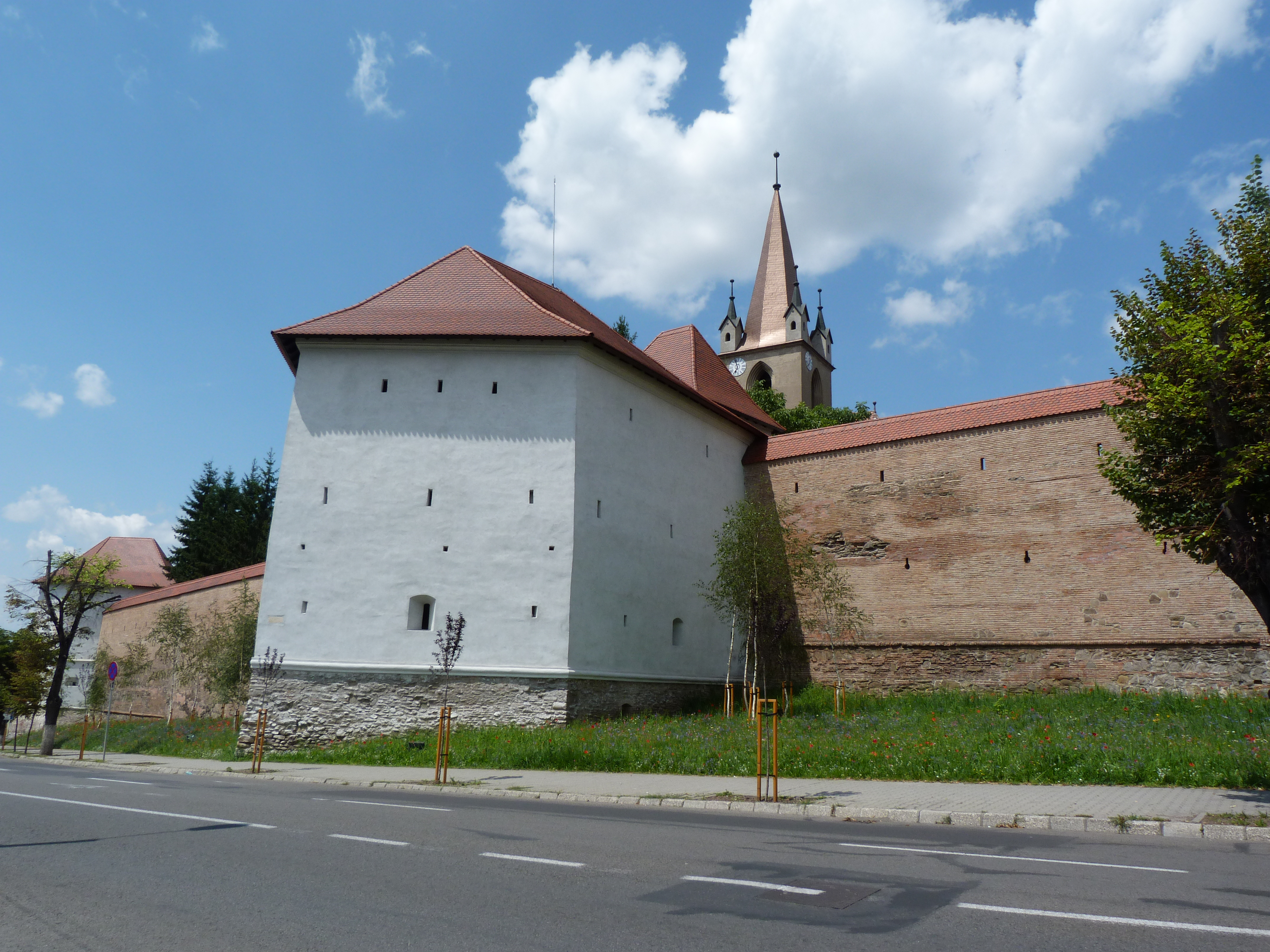
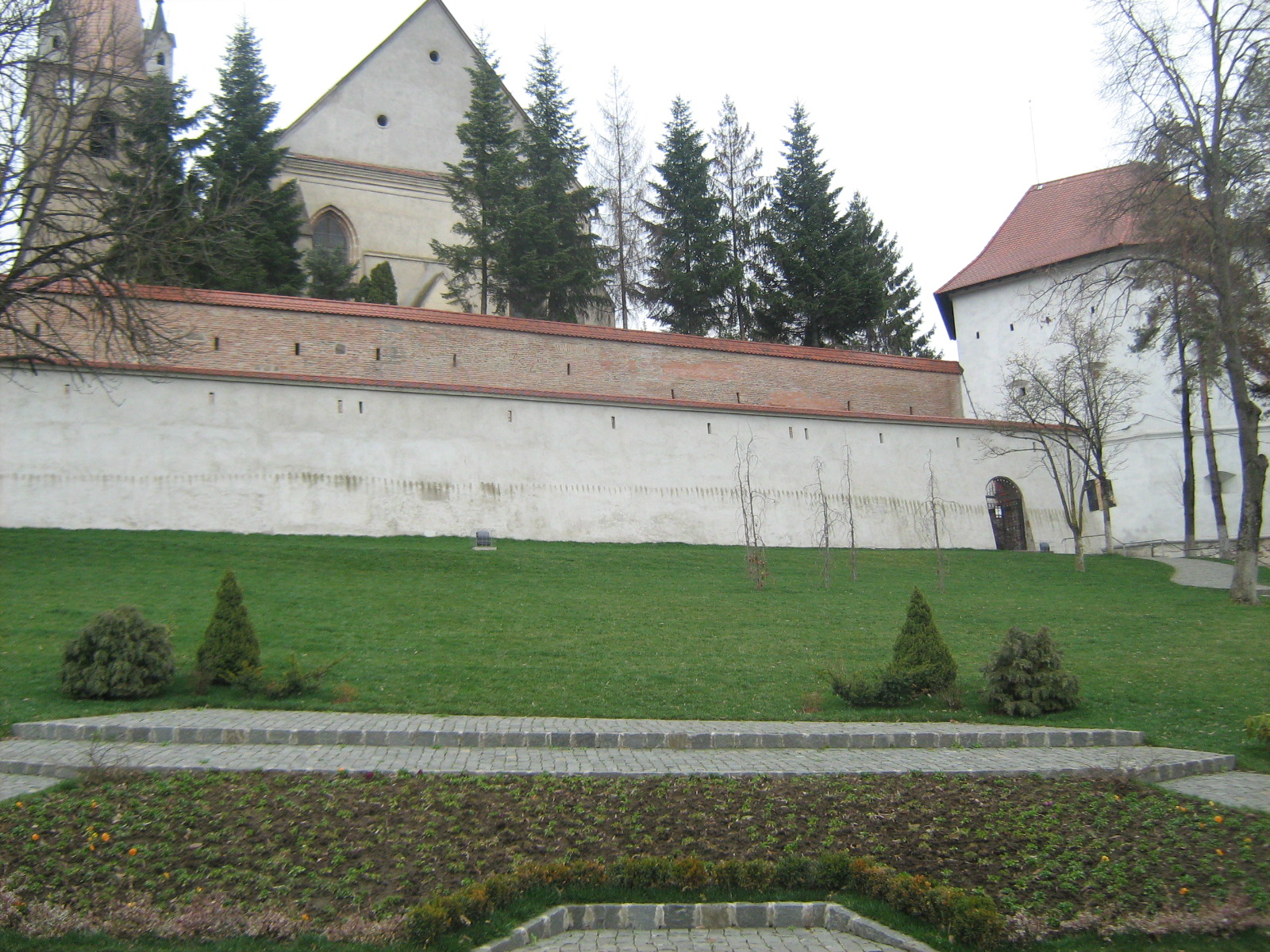
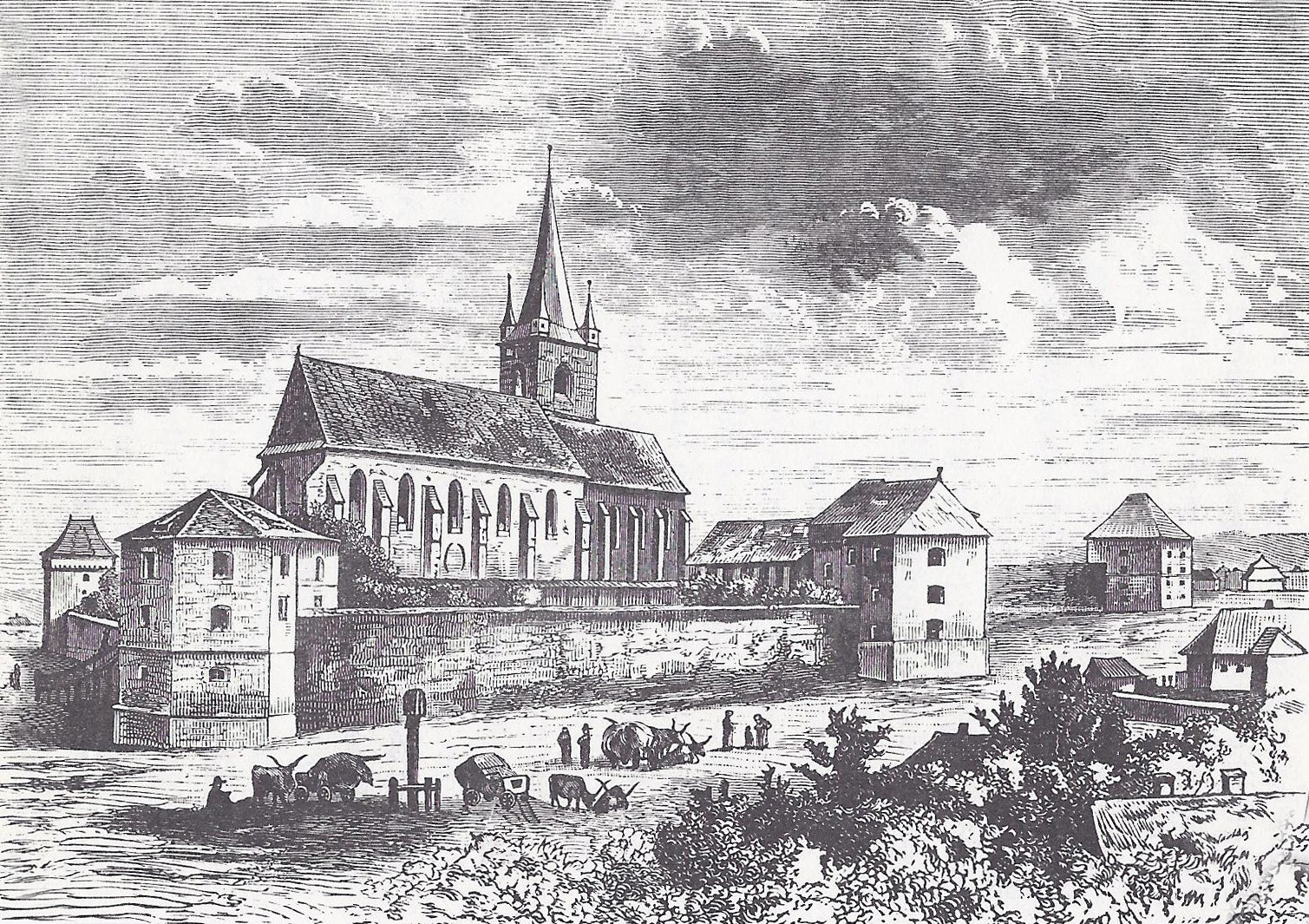
Gravure de 1860, avec l'église fortifiée de Târgu Mureș.